# Adolf Kašpar

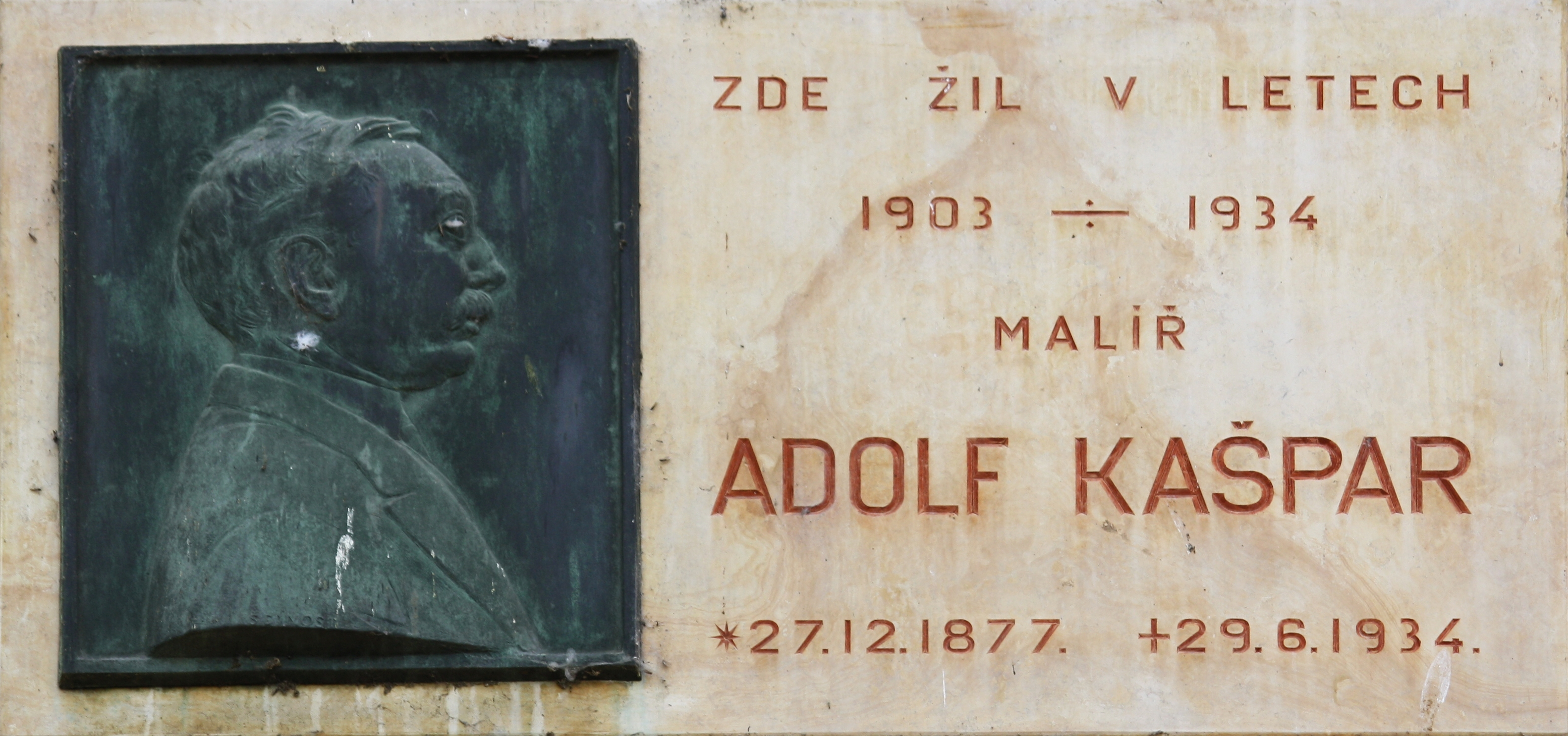
Pamětní deska na Kampě

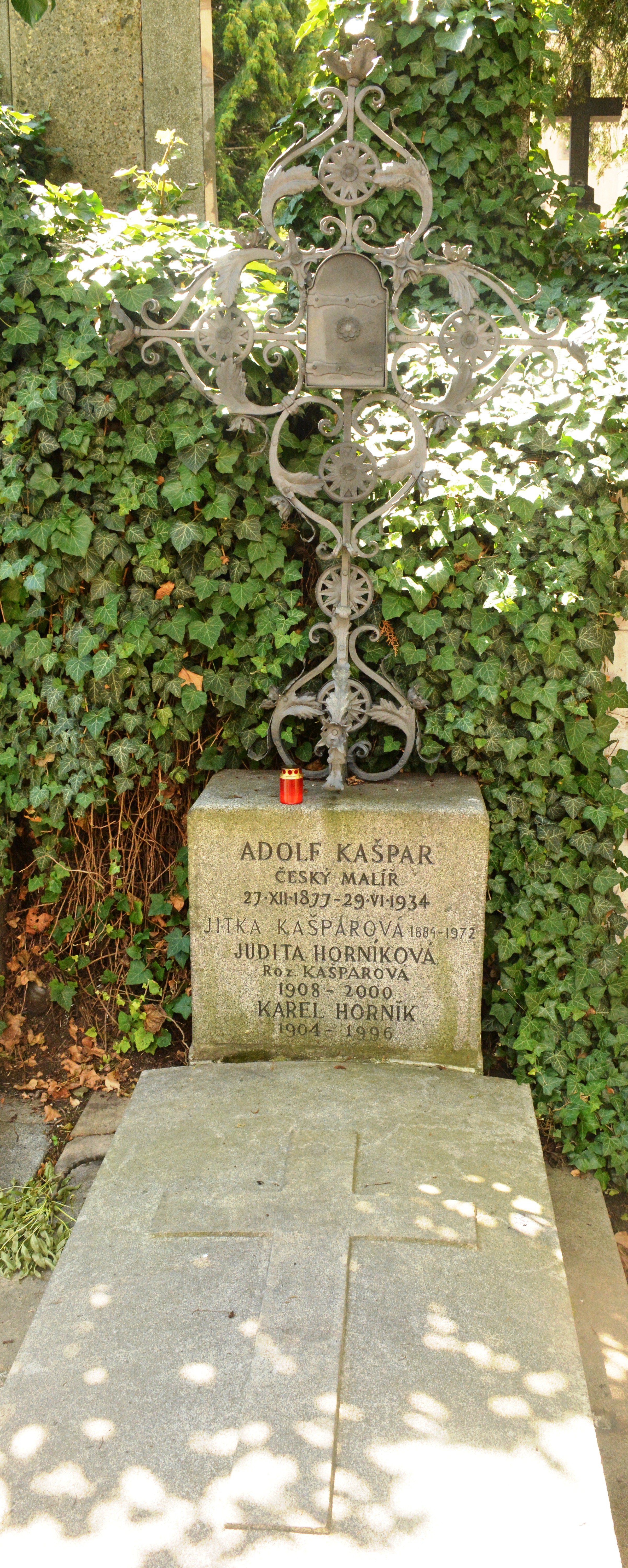
Hrob na Vyšehradském hřbitově v Praze

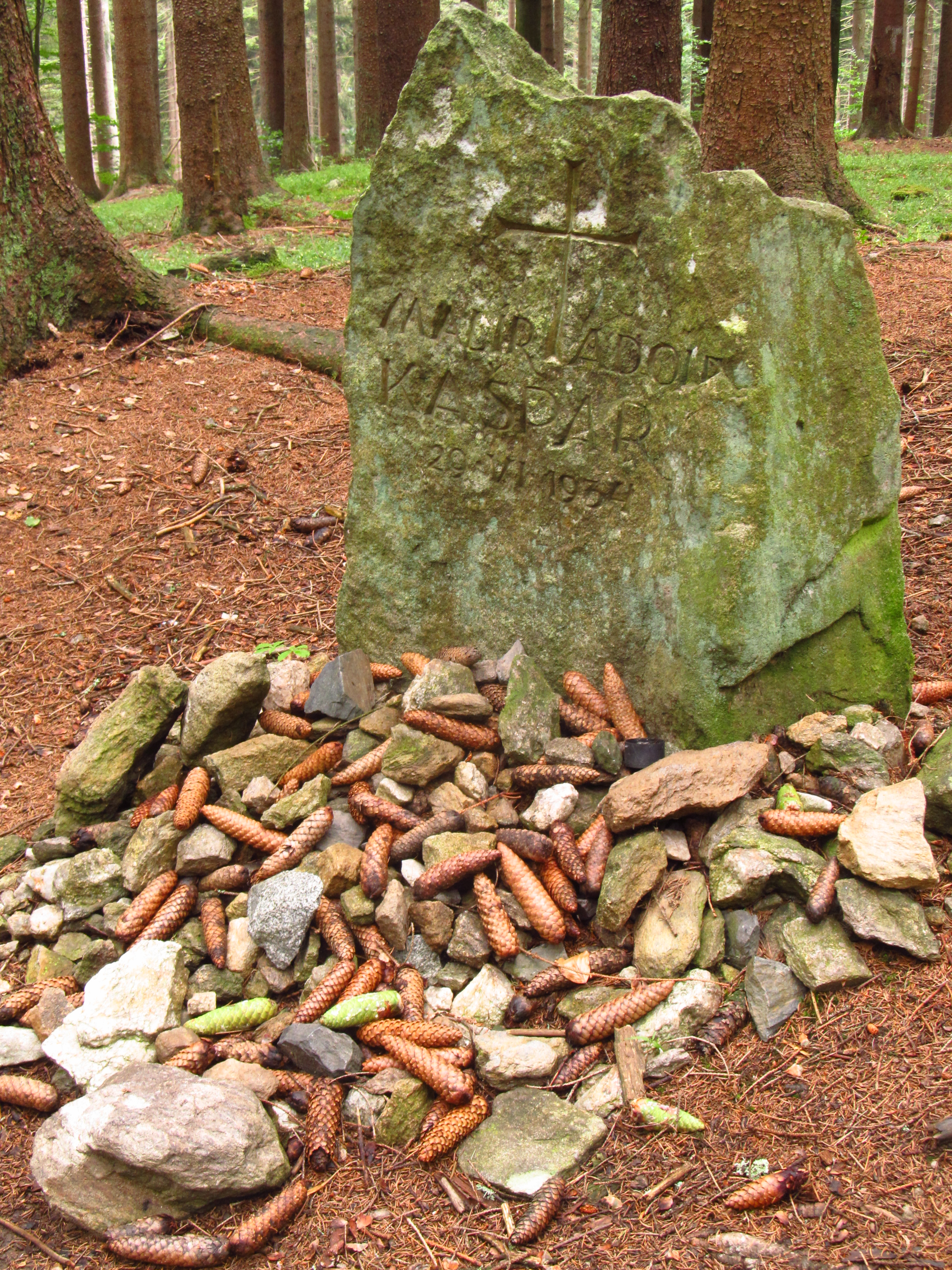
Pomník Adolfa Kašpara v Železné Rudě, na místě, kde tragicky zemřel.

Adolf Kašpar (27. prosince 1877 Bludov – 29. června 1934 Železná Ruda) byl český malíř a ilustrátor. Známé jsou jeho ilustrace k Babičce Boženy Němcové, Jiráskově Filosofské historii a dalším dílům české i světové literatury.

## Život
Narodil se v Bludově v rodině kupce Jana Kašpara a jeho manželky Terezie, rozené Jílkové z Moravičan. Byl nejmladší ze čtyř sourozenců. V roce 1888 otcův obchod vyhořel a rodina se přestěhovala do Olomouce. Navštěvoval německou měšťanskou školu a od roku 1895 německý učitelský ústav. Tam si povšimli jeho výtvarného nadání, které mu po rozchodu rodičů pomáhalo získat prostředky na obživu a podporovat nemocnou matku (zemřela v roce 1897). Přivydělával si kreslením zkamenělin a květin pro místní vědecké pracovníky. Kašparovy kresby zaujaly olomouckého knihkupce a nakladatele Romualda Prombergra, který v roce 1899 vydal první publikaci s jeho ilustracemi, baladu Adama Mickiewicze Paní Twardowská.. Stal se Kašparovým rádcem a mecenášem, na jeho přímluvu byl přijat na malířskou akademii v Praze a zajistil mu bydlení u své sestry na Kampě. Spolupráce s Prombergrem trvala až do začátku první světové války. Kašpar vytvořil stovky kreseb pro jeho lidové kalendáře, knížky či barevné pohlednice. Procestovali spolu Slovensko a v roce 1906 i severní Itálii.
Kašpar studoval ve speciální třídě Maxe Pirnera a v roce 1901 byl vyzván, aby vytvořil ilustrace pro připravované reprezentační vydání Babičky ke 40. výročí úmrtí Boženy Němcové. Pracoval přímo v Ratibořicích a blízkém kraji, studoval dobové oblečení a národopisné památky v knihovnách. Vydání Babičky s výtvarným doprovodem Adolfa Kašpara v roce 1903 lze pokládat za významný mezník ve vývoji moderní české ilustrace. Kniha měla obrovský úspěch a Kašpar se stal již jako student vyhledávaným ilustrátorem. Získal Hlávkovo stipendium a byl přijat do uměleckého spolku Mánes.
Ilustrace k Jiráskově Filozofské historii (1905), kterým předcházela opět důkladná příprava přímo na místě, mu přinesly zakázky na výzdobu jeho dalších děl (F. L. Věk 1911, U nás 1922, Temno 1923, Bratrstvo 1928). Ilustracemi doplnil i další historické romány, např. Mistr Kampanus Zikmunda Wintra (1925) a díla dalších českých spisovatelů. Mezi nimi důležité místo zaujímal K. V. Rais, kterému v letech 1924 až 1931 postupně ilustroval osm románů.
Kromě kreseb se Kašpar věnoval také grafice a malbě, zkoušel různé výtvarné techniky (lepty, litografie, akvatinty, olejomalbu, akvarely). V roce 1907 absolvoval studijní pobyty na soukromé grafické škole v Mnichově a v Paříži, kde navštěvoval muzea a galerie.
V roce 1907 se Kašpar oženil s dcerou své bytné Jitkou Řepkovou (1884–1972) a svatební cestu strávili v Benátkách a Dalmácii. O rok později se vydal na poslední zahraniční cestu na národopisné slavnosti do Tyrolska a Solnohradska. Roku 1908 se narodila dcera Jitka.

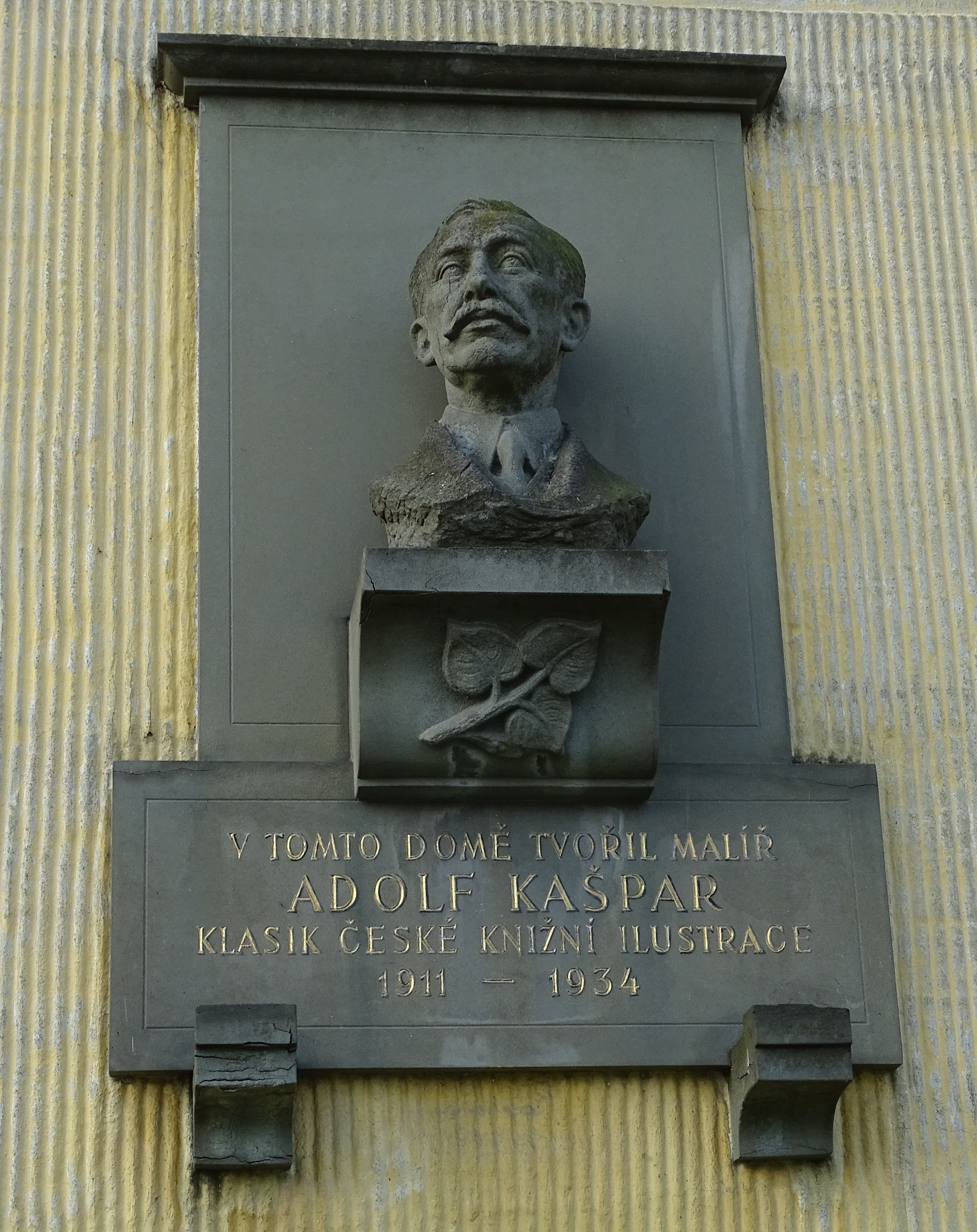
Pamětní busta Adolfa Kašpara v Lošticích.

Během první světové války působil jako malíř u zeměbraneckého pluku v Olomouci a mezitím provázel architekta Jurkoviče při práci na hřbitovech v Haliči.
Adolf Kašpar bydlel s rodinou v Praze na Kampě, ale celý život se rád vracel na Moravu, do svého rodného kraje. V roce 1910 poprvé navštívil městečko Loštice, kde se mu zalíbilo natolik, že si tam nechal postavit dům s ateliérem a až do roku 1931 tam s rodinou trávil letní měsíce. Oblíbil si také Rusavu v Hostýnských vrších, kde si v roce 1932 nechal postavit roubenou chalupu. Z pobytů na cestách a v přírodě se dochovalo množství akvarelů, ale také ilustrace v místopisných knihách (Rusava – život valašské dědiny, Paměti obce Bludova).
V roce 1934 při svém pobytu na Chodsku, kde sbíral materiál k ilustraci knihy J. Š. Baara, zemřel náhle na mrtvici[nepřesný odkaz] během výletu k Čertovu jezeru. Je pochován na vyšehradském hřbitově v Praze (hrob 10A-3).

## Tvorba
Adolf Kašpar je známý především jako ilustrátor. Během svého života vytvořil více než tři tisíce knižních ilustrací, množství kreseb pro lidové kalendáře a časopisy, desítky návrhů knižních obálek, pohlednic, plakátů a diplomů. Vždy se pečlivě připravoval, seznamoval se s reáliemi, studoval prostředí, místní obyvatele a jejich oblečení i předměty denní potřeby. Zhotovoval si náčrty, podle nichž pak tvořil definitivní ilustrace. Používal techniku perokresby, kresbu tuší nebo tužkou, akvarel.
V jeho volné malířské tvorbě převládají akvarely, jichž se dochovalo několik set. Většinou je maloval v přírodě, která byla spolu s krajinou jeho hlavním inspiračním zdrojem. Vznikaly na procházkách a výletech v okolí Loštic, Rusavy nebo zpočátku i na cestách po Slovensku, Itálii, Rakousku či Dalmácii. Zanechal také čtyřicet olejomaleb, které pocházejí z období 1902–1906. Jako malíř nikdy samostatně nevystavoval.
S oblibou se věnoval grafice, zejména technice leptu a litografii. Dochovalo se asi 150 grafických listů s různými náměty (loutkové divadlo, pražská zákoutí, figury). Specifické jsou grafické listy z období jeho vojenské služby během první světové války, např. Loučení s vojákem (1916), U odvodů (1915), Vojenské skladiště (1915), Vojenský tábor na Maguře (1917) a další.

## Galerie

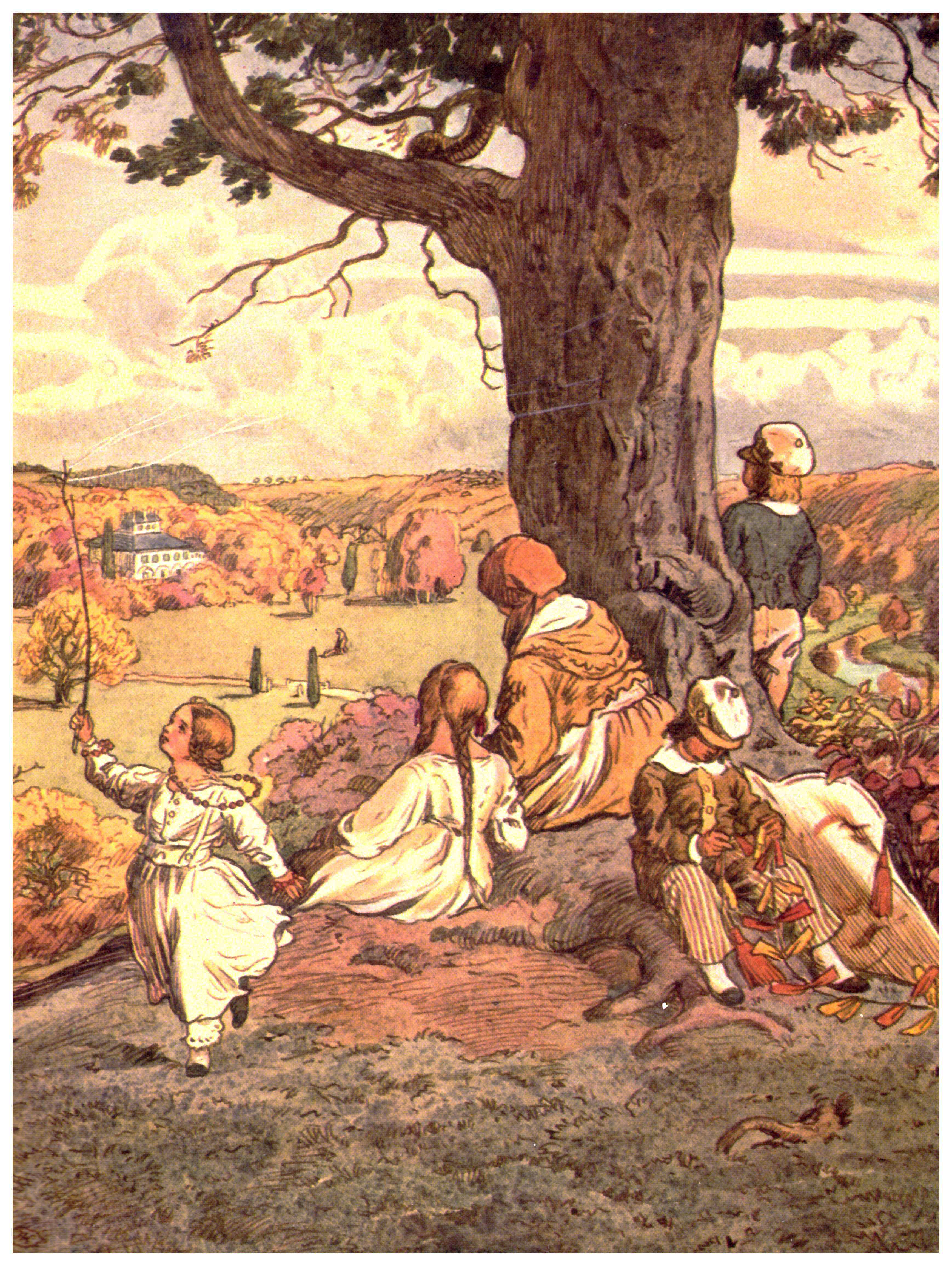
Ilustrace "Babička" vydání 1924
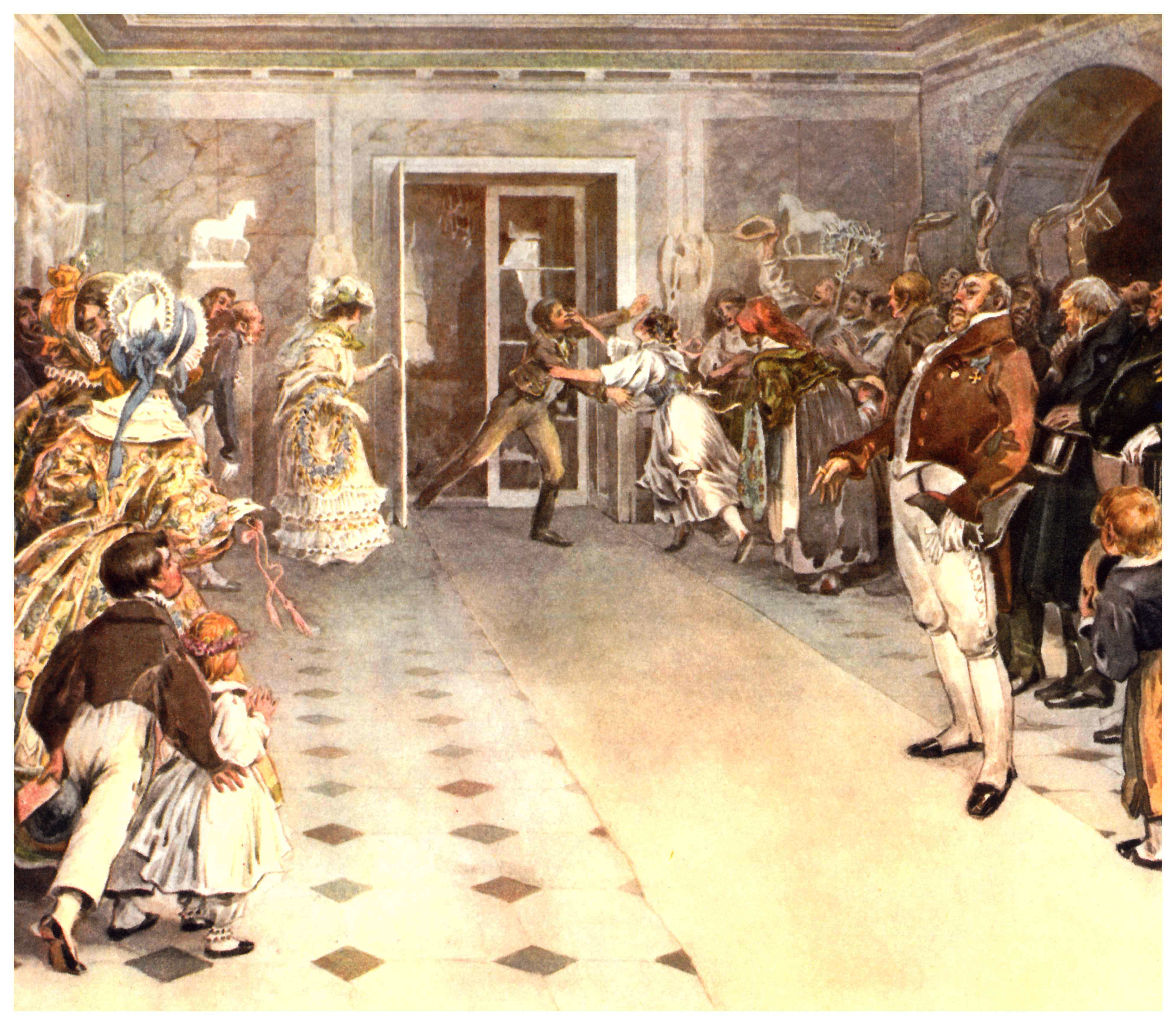
Ilustrace "Babička" vydání 1924
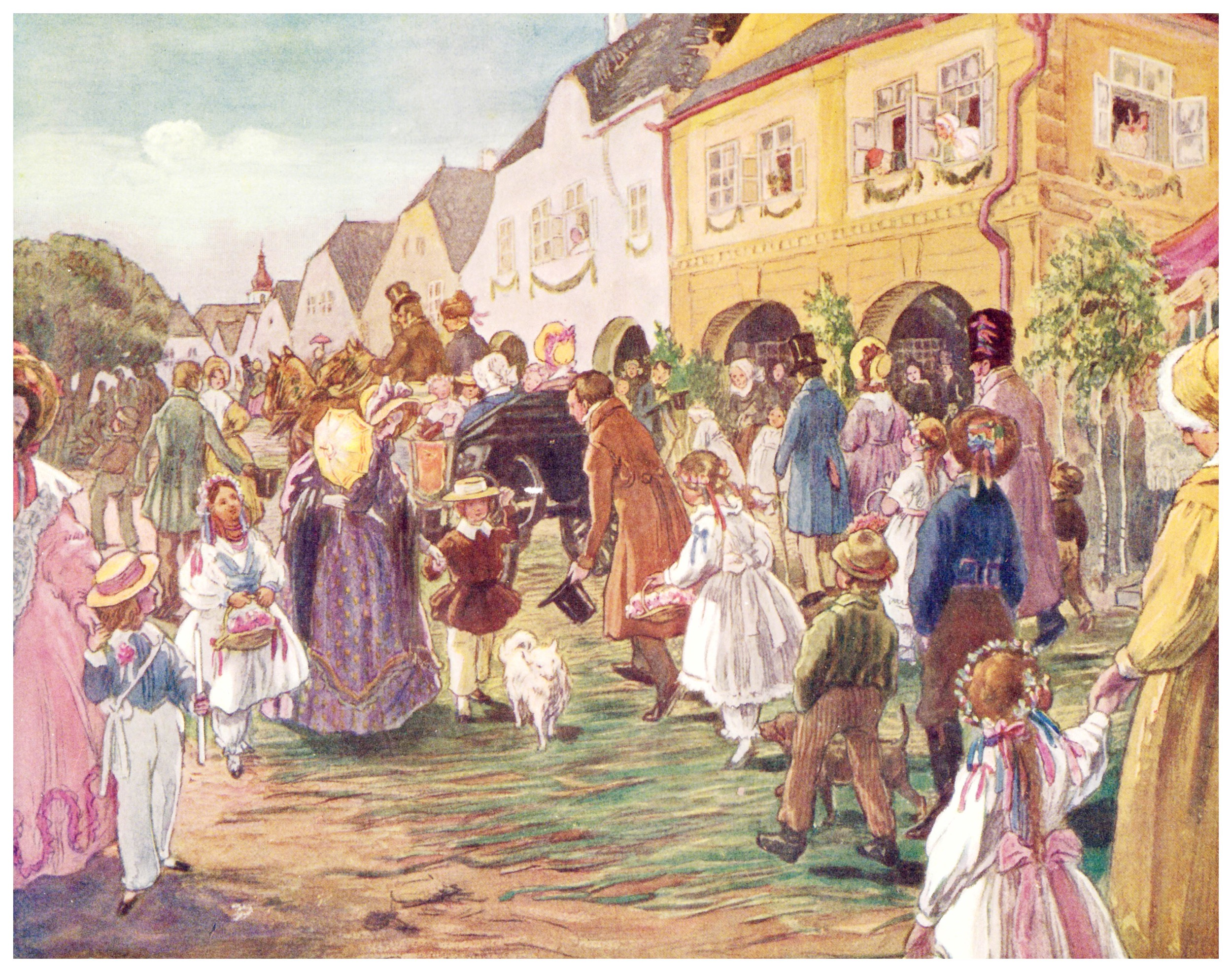
Ilustrace "Babička" vydání 1924
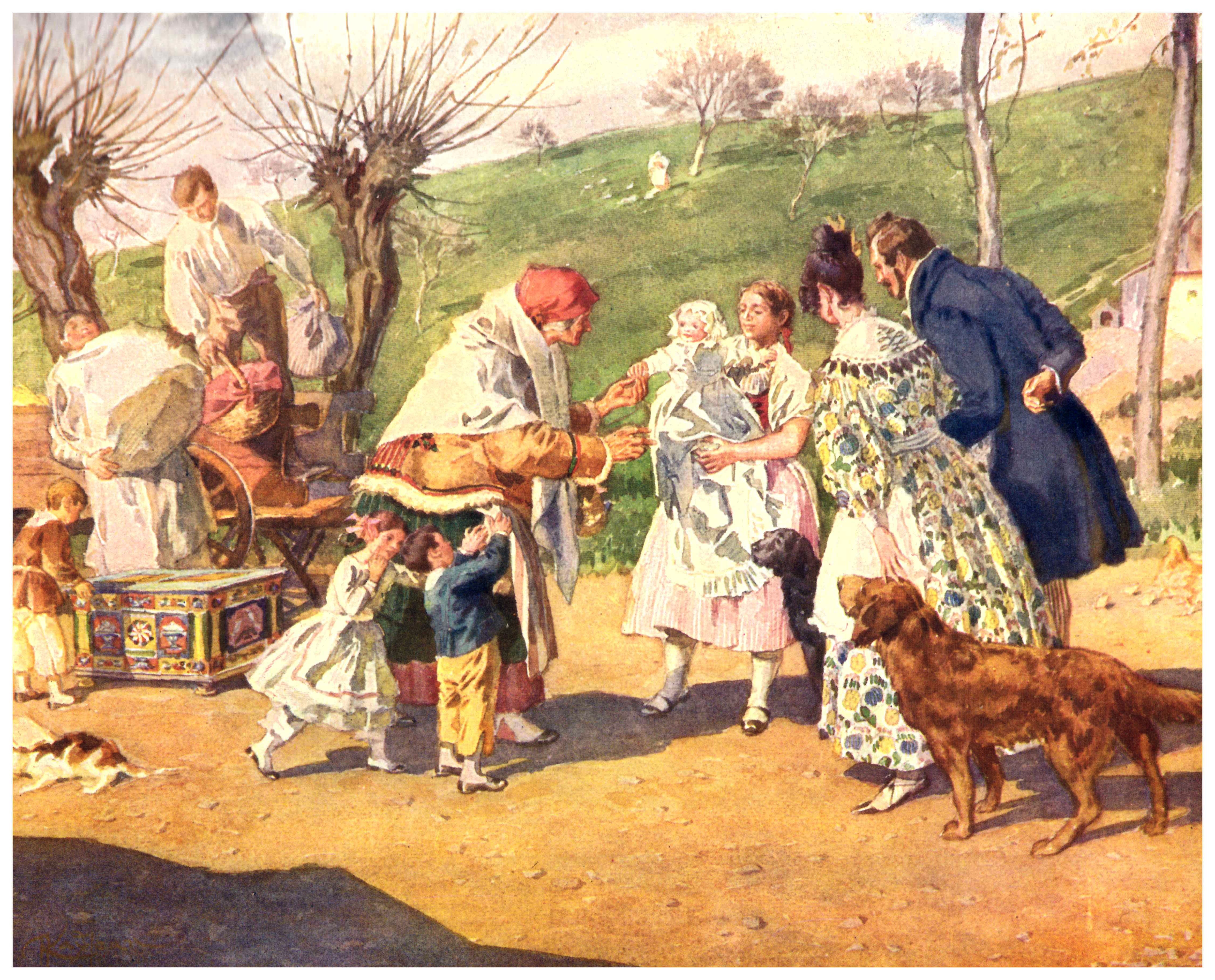
Ilustrace "Babička" vydání 1924
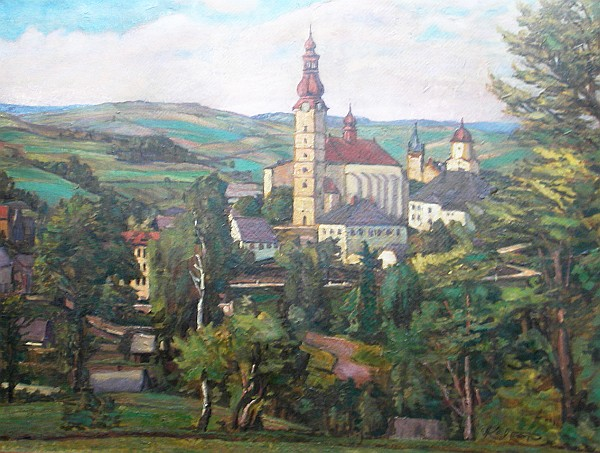
Adolf Kašpar – Pohled na Brannou
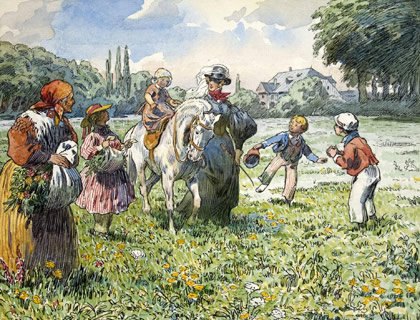
Adolf Kašpar – Jedna z ilustrací k Babičce od Boženy Němcové (kol. 1903)
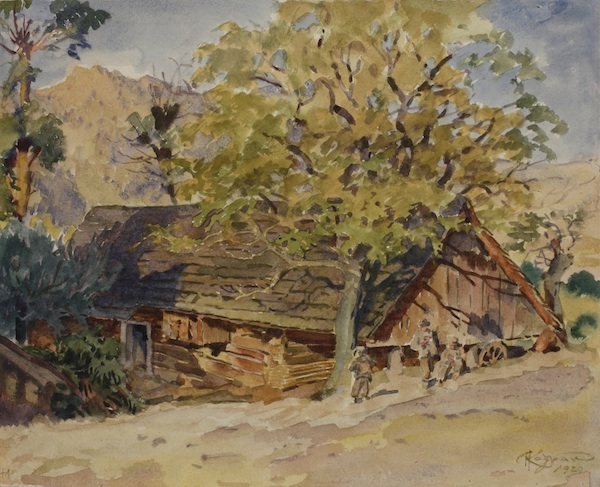
Adolf Kašpar – Na cestě k Horansku (1929)
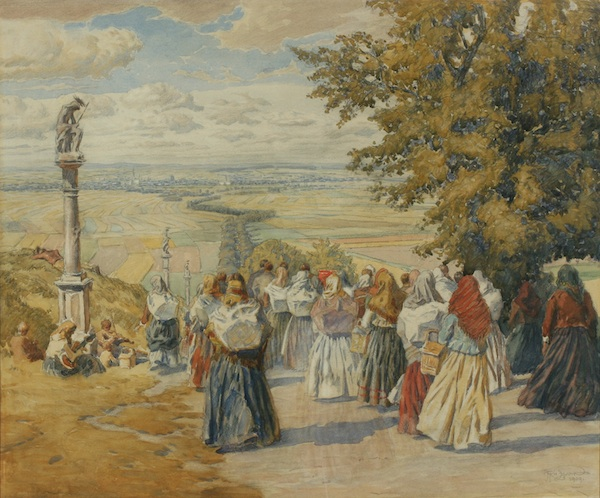
Adolf Kašpar – Pouť na Svatém Kopečku (1909)
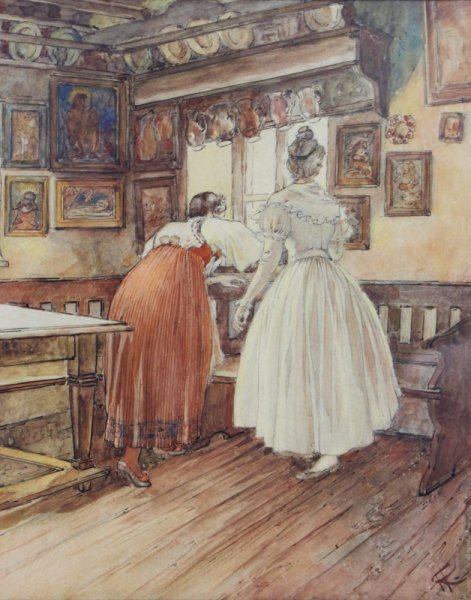
Adolf Kašpar – Ilustrace
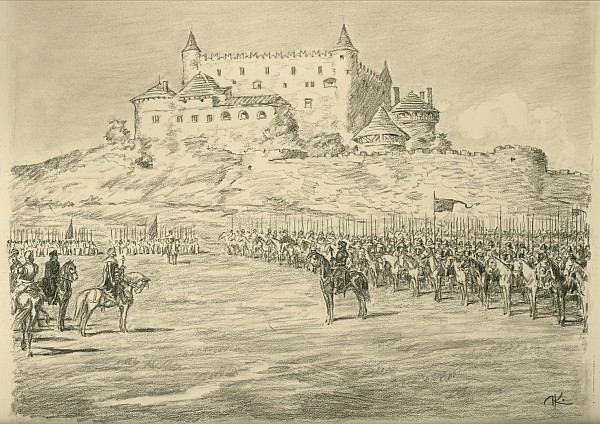
Adolf Kašpar – Ilustrace k dílu A. Jiráska „Bratrstvo I.“

## Zajímavosti
Roubená vila (č. p. 190) Adolfa Kašpara z roku 1932 v obci Rusava patří mezi nemovité kulturní památky.
V 60. letech 20. století byl v Kašparově domě v Lošticích zřízen umělcův památník se stálou výstavou malířovy tvorby.